# Martin Adeline
Martin Adeline (Épernay, 2 dicembre 2003) è un calciatore francese, centrocampista del Troyes.

## Caratteristiche tecniche
Centrocampista molto dinamico, spicca nella fase difensiva, dove emerge la sua capacità nei contrasti e negli anticipi; abile nell'impostazione della manovra e nel controllo di palla, ha un'ottima visione di gioco. Può essere impiegato sia da mezzala che da mediano ed è stato paragonato a N'Golo Kanté per le sue caratteristiche.

## Carriera

### Club
Cresciuto nell'Épernay, nel 2018 si trasferisce al Paris Saint-Germain, con cui firma un triennale. Il 30 luglio 2020, dopo aver rifiutato l'offerta di rinnovo del club parigino per stare vicino alla madre malata, passa allo Stade Reims. Il 16 dicembre 2021 prolunga con i rosso-bianchi fino al 2026, esordendo in prima squadra tre giorni dopo, nella partita di Coppa di Francia vinta per 0-1 contro il Reims Sainte-Anne, in cui segna la rete decisiva all'89º minuto.

### Nazionale
Il suo percorso nella nazionali giovanili inizia debuttando con l'Under-19, con cui è arrivato terzo all'europeo di categoria.
Il 10 maggio 2023 è stato incluso dal selezionatore Landry Chauvin nella lista dei convocati della nazionale Under-20 per partecipare al Mondiale di categoria in Argentina.

## Statistiche

### Presenze e reti nei club
Statistiche aggiornate al 7 febbraio 2025.
| Stagione             | Squadra              | Campionato           | Campionato | Campionato | Coppe nazionali | Coppe nazionali | Coppe nazionali | Coppe continentali | Coppe continentali | Coppe continentali | Altre coppe | Altre coppe | Altre coppe | Totale | Totale |
| Stagione             | Squadra              | Comp                 | Pres       | Reti       | Comp            | Pres            | Reti            | Comp               | Pres               | Reti               | Comp        | Pres        | Reti        | Pres   | Reti   |
| -------------------- | -------------------- | -------------------- | ---------- | ---------- | --------------- | --------------- | --------------- | ------------------ | ------------------ | ------------------ | ----------- | ----------- | ----------- | ------ | ------ |
| 2020-2021            | Stade Reims 2        | N2                   | 1          | 0          | -               | -               | -               | -                  | -                  | -                  | -           | -           | -           | 1      | 0      |
| 2021-2022            | Stade Reims 2        | N2                   | 14         | 1          | -               | -               | -               | -                  | -                  | -                  | -           | -           | -           | 14     | 1      |
| 2022-gen. 2023       | Stade Reims 2        | N2                   | 7          | 0          | -               | -               | -               | -                  | -                  | -                  | -           | -           | -           | 7      | 0      |
| Totale Stade Reims 2 | Totale Stade Reims 2 | Totale Stade Reims 2 | 22         | 1          |                 | -               | -               |                    | -                  | -                  |             | -           | -           | 22     | 1      |
| 2021-2022            | Stade Reims          | L1                   | 8          | 0          | CF              | 2               | 1               | -                  | -                  | -                  | -           | -           | -           | 10     | 1      |
| 2022-gen. 2023       | Stade Reims          | L1                   | 5          | 0          | CF              | 2               | 3               | -                  | -                  | -                  | -           | -           | -           | 7      | 3      |
| gen.-giu. 2023       | Rodez                | L2                   | 7          | 0          | CF              | 1               | 0               | -                  | -                  | -                  | -           | -           | -           | 8      | 0      |
| 2023-2024            | Annecy               | L2                   | 22         | 2          | CF              | 1               | 0               | -                  | -                  | -                  | -           | -           | -           | 23     | 2      |
| ago. 2024            | Stade Reims          | L1                   | 1          | 0          | CF              | -               | -               | -                  | -                  | -                  | -           | -           | -           | 1      | 0      |
| Totale Stade Reims   | Totale Stade Reims   | Totale Stade Reims   | 14         | 0          |                 | 4               | 4               |                    | -                  | -                  |             | -           | -           | 18     | 4      |
| 2024-2025            | Troyes               | L2                   | 17         | 1          | CF              | 4               | 1               | -                  | -                  | -                  | -           | -           | -           | 21     | 2      |
| Totale carriera      | Totale carriera      | Totale carriera      | 82         | 4          |                 | 10              | 5               |                    | -                  | -                  |             | -           | -           | 92     | 9      |